# (29795) 1999 CL71
A (29795) 1999 CL71 a Naprendszer kisbolygóövében található aszteroida. A LINEAR projekt keretében fedezték fel 1999. február 12-én.